# Zaharira Harifai

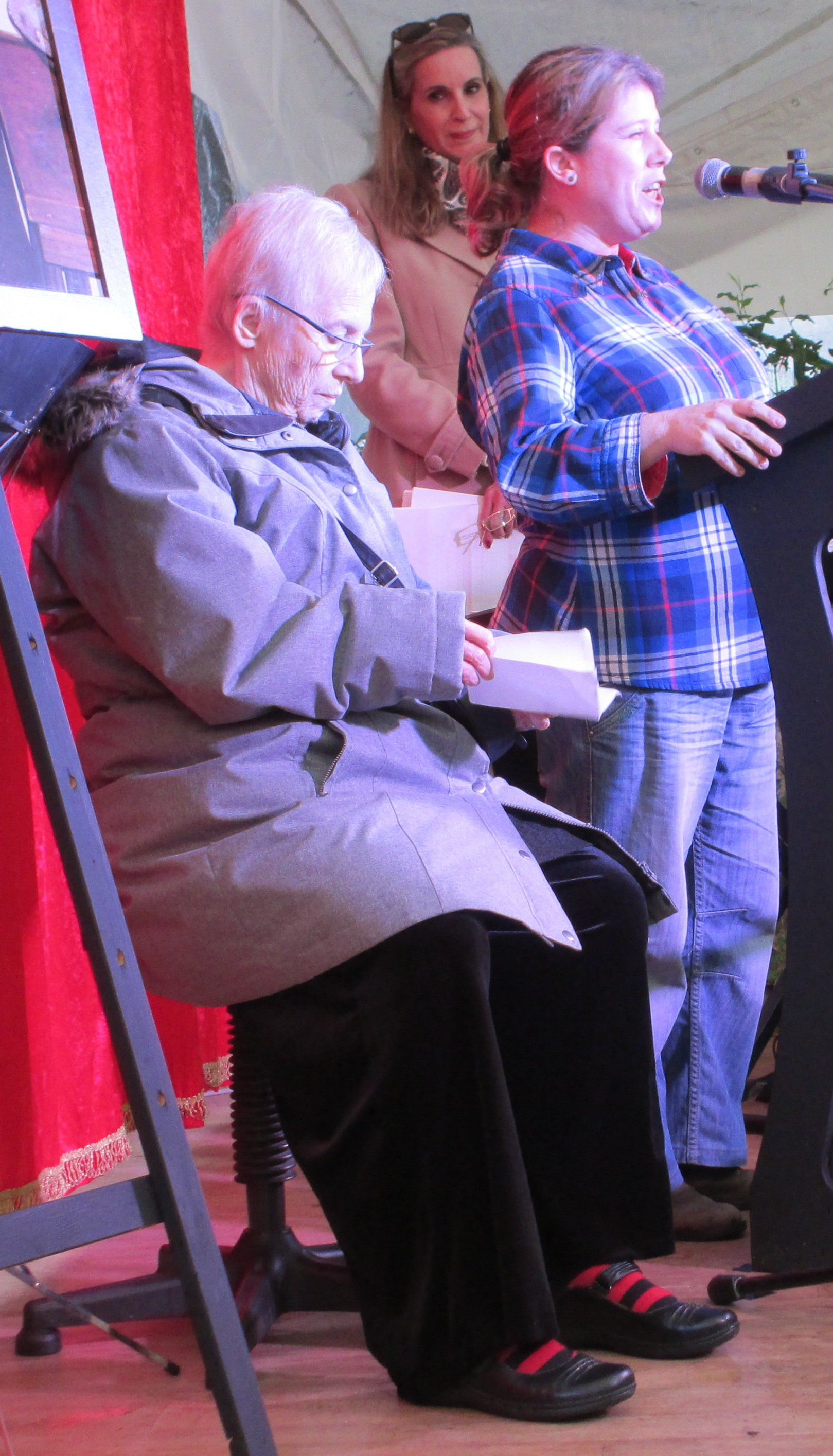
Zaharira Harifai (2012)

Zaharira Harifai (hebräisch זהרירה חריפאי; * 12. Dezember 1929 in Tel Aviv-Jaffa, Britisches Mandatsgebiet Palästina; † 2. Januar 2013 in Petach Tikwa, Israel) war eine israelische Schauspielerin.

## Leben
Zaharira Harifai war die Tochter des 1922 aus Russland eingewanderten Journalisten, Autoren und Kulturarbeiters Chaim Leib Harifai. Sie wuchs in Tel Aviv auf und wurde im Alter von vier Jahren Halbwaise, da ihr Vater an einer Lungenentzündung starb. Sie besuchte die Landwirtschaftsschule Mikwe Israel und absolvierte anschließend ihren Militärdienst bei den Palmach und wurde Funkerin bei den Golani-Brigaden. Anschließend studierte sie Schauspiel am Hadramati, nahe dem Cameri-Theater.
Nach ihrer Ausbildung spielte sie an mehreren Theatern und war ab Anfang der 1960er Jahre auch vereinzelt in Filmen wie Sallah – oder: Tausche Tochter gegen Wohnung, Der Blaumilchkanal und Schlaf gut, Wachtmeister! zu sehen. Für ihre Darstellung der Malka in dem 2007 erschienenen Jellyfish – Vom Meer getragen wurde sie als beste Nebendarstellerin für den israelischen Filmpreis Ophir Award nominiert.
Am 2. Januar 2013 starb Harifai im Alter von 83 Jahren an ihrer Krebserkrankung in einem Krankenhaus in Petach Tikwa. Bis zu ihrem Tod war sie mit dem Schriftsteller Solomon Kan verheiratet. Die gemeinsame Tochter Aya ist als Regisseurin und Schauspielerin aktiv. Ihr älterer Bruder, der Militärrichter Ben-Shahar Harifai, starb bereits im Jahr 2004.

## Filmografie (Auswahl)
- 1963: Der Keller (חה-מרתף)
- 1964: Sallah – oder: Tausche Tochter gegen Wohnung (סאלח שבתי)
- 1969: Der Blaumilchkanal (תעלת בלאומילך)
- 1970: Schlaf gut, Wachtmeister! (השוטר אזולאי)
- 1974: Töchter, Töchter! (אבו אל בנאת)
- 1978: Der Fuchs im Hühnerstall (השועל בלול התרנגולות)
- 2007: Jellyfish – Vom Meer getragen (מדוזות)